# Samolot kosmiczny

Skylon – projektowany brytyjski samolot kosmiczny

Samolot kosmiczny – statek kosmiczny łączący pewne cechy samolotu oraz rakiety. Zwykle ma on formę uskrzydlonego pojazdu z napędem rakietowym. W odróżnieniu od wahadłowca samolot kosmiczny nie startuje z wyrzutni tylko z lotniska. W zależności od konstrukcji pojazd ten jest w stanie sam dostać się w kosmos, bądź też jest wynoszony na pokładzie innego pojazdu. Najczęściej jest to tradycyjny odrzutowiec.
Szczególną cechą samolotu kosmicznego jest jego zdolność do lotów wielokrotnych. Oznacza to, że w odróżnieniu od pojazdów wykorzystujących rakiety nośne, całe urządzenie latające powraca w jednym kawałku i po ponownym zatankowaniu może odbyć kolejny lot.
Tradycyjne wahadłowce były w stanie powrócić na Ziemię, jednak ich zewnętrzne zbiorniki były jednorazowe. Dodatkowo sama konstrukcja promu kosmicznego powodowała, że tysiące inżynierów pracowało wiele tygodni, aby wahadłowiec mógł w miarę bezpieczne udać się w kolejną podróż. Oznaczało to, że jeden lot wahadłowca kosztował NASA setki milionów dolarów.
Zarówno wahadłowiec, jak i samolot kosmiczny lądują w drodze powrotnej na pasie lotniczym.
Rozwój wahadłowców od końca lat 70. XX wieku nie doprowadził do szczególnego postępu w technice lotów orbitalnych. Na początku nowego milenium szereg biznesmenów postanowiło nadać nowe tempo rozwojowi kosmicznej turystyki. Zaproponowali wszystkim chętnym udział w konkursie o Nagrodę X Prize. Najważniejszymi wymogami są niski koszt lotu oraz zdolność do wielokrotnego startu pojazdu.
4 października 2004 roku samolot kosmiczny SpaceShipOne odbył dwa załogowe loty w przestrzeń pozaziemską, co pozwoliło mu na wygranie Nagrody X Prize. Jego następca – SpaceShipTwo wykonał swój pierwszy lot suborbitalny w grudniu 2013, a później rozpoczął loty komercyjne z pasażerami.